# John Eaton (Musiker, 1934)
John Livingston Eaton (* 29. Mai 1934 in Washington, D.C.) ist ein US-amerikanischer Jazz-Pianist.

## Leben
Eaton ist Autodidakt und studierte von 1952 bis 1956 an der Yale University englische Literatur, um später als Lehrer zu arbeiten. Mit 22 Jahren hatte er erste Auftritte mit Wild Bill Davison; danach arbeitete er mit Willie The Lion Smith, Teddy Wilson und George Shearing. Nach seinem Militärdienst (1958) leitete er Anfang der 1960er Jahre eine eigene Formation, in der Buck Hill, Stuff Smith, Jay Leonhart, Billy Taylor und George „Dude“ Brown spielten. 
1964/65 arbeitete er im Trio von Tommy Gwaltney. Von 1968 bis 1972 leitete er die Hausband im Jazzclub Blues Alley in seiner Heimatstadt, wo er gastierende Musiker wie Don Byas, Roy Eldridge, Buck Clayton, Kenny Davern, Vic Dickenson, Thad Jones, Ray Nance, Zoot Sims, Benny Carter, Clark Terry und viele andere Musiker begleitete.
1988 gab er im Weißen Haus ein Solokonzert für Präsident Reagan. In den 1990er Jahren trat er als Solist im Wolf Trap Performance Arts Center auf; außerdem war John Eaton als Musik-Historiker im Rahmen des Smithsonian Institution Performing Arts Jazz-Programms tätig, das auch landesweit vom National Public Radio und dem Radio Smithsonian übertragen wurde.
Eaton veröffentlichte die Albumreihe John Eaton Presents the American Popular Song, die in Kooperation mit der Wolf Trap Foundation for the Performing Arts entstand und auf Radiosendungen und Gesprächen mit dem Jazzbassisten Jay Leonhart basiert. In dem Programm wird jeweils ein Künstler oder Komponist der amerikanischen Musik vorgestellt, wie Richard Rodgers, Harold Arlen, George Gershwin, Jerome Kern, Cole Porter, Jule Styne, Irving Berlin, Kurt Weill, Vernon Duke, Hoagy Carmichael, Fats Waller, Duke Ellington, Harry Warren, Jimmy Van Heusen, Frank Loesser, The Beatles und Bob Dylan.